# Eupolymnia trigonostoma
Eupolymnia trigonostoma är en ringmaskart som först beskrevs av Schmarda 1861.  Eupolymnia trigonostoma ingår i släktet Eupolymnia och familjen Terebellidae. Inga underarter finns listade i Catalogue of Life.